# 인생네컷
인생네컷은 네 컷으로 나오는 사진으로 적은 시간과 비용으로 사진을 찍고 바로 인화가 되는 즉석사진이자 셀프 스튜디오다.  
인생네컷은 국내 뿐만 아니라 해외로도 진출했다.

## 가격
보통 4000원대의 가격대로 학생들이 부담 없이 지불할 수 있는 금액대이며, 큰 사진의 경우 5000~6000원 에 도달하기도 한다